# Liste des forêts les plus étendues dans le monde
Liste des plus grandes forêts du monde avec leur superficie, les pays qu'elles recouvrent et les liens vers les articles existants sur chacune d'elles.

## Pays ayant les plus grandes surfaces boisées
Source: FAO 2005
| Pays                             | Surface boisée (en millions d'ha) |
| -------------------------------- | --------------------------------- |
| Russie                           | 809 000 000                       |
| Brésil                           | 478 000 000                       |
| Canada                           | 310 000 000                       |
| États-Unis                       | 303 000 000                       |
| Chine                            | 197 000 000                       |
| Australie                        | 164 000 000                       |
| République démocratique du Congo | 134 000 000                       |
| Indonésie                        | 88 000 000                        |
| Pérou                            | 69 000 000                        |